# I'll Sleep When I'm Dead Tour
I'll Sleep When I'm Dead Tour fue una gira de conciertos de la banda de hard rock Bon Jovi que corrió durante el segundo semestre de 1993. La gira fue una extensión del Keep the Faith Tour que se encontraba en la promoción del álbum multiplatino de 1992 Keep the Faith. La visita volvió a Europa, Asia y América del Norte y los países también han visitado, como Australia y Argentina, que no fueron visitados durante el recorrido inicial.

## Fechas

### Parte 1: Norteamérica
- 24/06/1993  San Diego, USA (Support Act Extreme)
- 25/06/1993  Irvine, USA (Support Act Extreme)
- 26/06/1993  Mountainview, USA (Support Act Extreme)
- 28/06/1993  Las Vegas, USA (Support Act Extreme)
- 29/06/1993  Park City, USA (Support Act Extreme)
- 01/07/1993  Denver, USA (Support Act Extreme)
- 03/07/1993  Moline, USA (Support Act Extreme)
- 04/07/1993  Milwaukee, USA (Support Act Extreme)
- 06/07/1993  St. Louis, USA (Support Act Extreme)
- 07/07/1993  Kansas, USA (Support Act Extreme)
- 09/07/1993  Dallas, USA (Support Act Extreme)
- 10/07/1993  Little Rock, USA (Support Act Extreme)
- 11/07/1993  Houston, USA (Support Act Extreme)
- 13/07/1993  Ciudad de Méxicoy, México (Support Act Extreme)
- 14/07/1993  Ciudad de Méxicoy, México (Support Act Extreme)
- 16/07/1993  Charlotte, USA (Support Act Extreme)
- 17/07/1993  Atlanta, USA (Support Act Extreme)
- 18/07/1993  Raleigh, USA (Support Act Extreme)
- 22/07/1993  Cincinnati, USA (Support Act Extreme)
- 23/07/1993  Indianapolis, USA (Support Act Extreme)
- 24/07/1993  Chicago, USA (Support Act Extreme)
- 26/07/1993  Cleveland, USA (Support Act Extreme)
- 27/07/1993  Clarkston, USA (Support Act Extreme)
- 28/07/1993  New York, USA (Support Act Extreme)
- 30/07/1993  Pittsburgh, USA (Support Act Extreme)
- 31/07/1993  Buffalo, USA (Support Act Extreme)
- 01/08/1993  Saratoga, USA (Support Act Extreme)
- 02/08/1993  Quebec, Canadá (Support Act Extreme)
- 03/08/1993  Mansfield, USA (Support Act Extreme)
- 04/08/1993  Nassau, USA (Support Act Extreme)
- 06/08/1993  Philadelphia, USA (Support Act Extreme)
- 07/08/1993  Groten, USA (Support Act Extreme)
- 08/08/1993  Columbia, USA (Support Act Extreme)

### Parte 2: Europa
- 20/08/1993  Leipzig, Alemania
- 21/08/1993  Mannheim, Alemania
- 22/08/1993  Minden, Alemania
- 24/08/1993  Kiel, Alemania
- 25/08/1993  Bayreuth, Alemania
- 27/08/1993  Zúrich, Suiza
- 28/08/1993  Zúrich, Suiza
- 29/08/1993  Koblenz, Alemania
- 31/08/1993  Warschaw, Polonia
- 01/09/1993  Budapest, Hungría
- 03/09/1993  Vienna, Austria
- 04/09/1993  Praga, República Checa
- 05/09/1993  Wels, Austria
- 07/09/1993  Milan, Italia
- 09/09/1993  Atenas, Grecia
- 11/09/1993  Alvalade, Portugal
- 13/09/1993  Estambul, Turquía
- 15/09/1993  Paris, Francia
- 16/09/1993  Gent, Bélgica
- 18/09/1993  Milton Keynes,Inglaterra
- 19/09/1993  Milton Keynes,Inglaterra

### Parte 3: Asia
- 23/09/1993  Taiwán
- 25/09/1993  Hong Kong, Hong Kong
- 27/09/1993  Bangkok, Tailandia
- 29/09/1993  Philippines
- 30/09/1993  Philippines
- 02/10/1993  Singapur, Singapur

### Parte 4: Australia
- 04/10-1993  Perth, Australia
- 06/10/1993  Adelaide, Australia
- 08/10/1993  Melbourne, Australia
- 09/10/1993  Melbourne, Australia
- 11/10/1993  Brisbane, Australia
- 13/10/1993  Sídney, Australia
- 14/10/1993  Sídney, Australia
- 15/10/1993  Sídney, Australia
- 17/10/1993  Melbourne, Australia

### Parte 5: Sudamérica y México
- 29/10/1993  Ciudad de México, México
- 31/10/1993  Ciudad de Guatemala, Guatemala
- 02/11/1993  San Jose, Costa Rica
- 03/11/1993  Asunción, Paraguay
- 04/11/1993  Caracas, Venezuela
- 05/11/1993  Caracas, Venezuela
- 07/11/1993  Lima, Perú (cancelado por inseguridad por terrorismo[2])

- 08/11/1993  São Paulo, Brasil
- 09/11/1993  Santiago, Chile
- 11/11/1993  Córdoba, Argentina
- 13/11/1993  Buenos Aires, Argentina
- 14/11/1993  Buenos Aires, Argentina
- 15/11/1993  Buenos Aires, Argentina
- 16/11/1993  Monterrey, México

### Parte 6: Canadá
- 28/11/1993  Vancouver, Canadá
- 30/11/1993  Edmonton, Canadá
- 01/12/1993  Calgary, Canadá
- 03/12/1993  Saskatoon, Canadá
- 04/12/1993  Winnipeg, Canadá
- 07/12/1993  Hamilton, Canadá
- 10/12/1993  Quebec, Canadá
- 11/12/1993  Montreal, Canadá
- 13/12/1993  Ottawa, Canadá
- 14/12/1993  Monton, Canadá
- 16/12/1993  St. John's, Canadá
- 17/12/1993  St. John's, Canadá